# Jack and the Beanstalk (film 1913)
Jack and the Beanstalk  è un cortometraggio muto del 1913 prodotto da Thanhouser Film Corporation.
Si tratta del quarto adattamento cinematografico della popolare fiaba, Jack e la pianta di fagioli, dopo la versione del 1902 diretta da George S. Fleming e Edwin S. Porter e le due versioni del 1912 prodotte rispettivamente dalla Edison Manufacturing Company e dalla Kinemacolor Company.
Rispetto alle precedenti versioni, la storia si è fatta più elaborata e complessa raggiungendo la lunghezza di due rulli. Protagonista del film è Leland Benham, affiancato dagli altri attori bambini della Thanhouser Film Corporation: Helen Badgley e le gemelle Madeline e Marion Fairbanks.

## Produzione
Il film fu prodotto negli Stati Uniti d'America dalla Thanhouser Film Corporation.

## Distribuzione
Distribuito dalla Mutual Film, il film uscì nelle sale cinematografiche USA il 19 dicembre 1913.